# Стара-Тура
Ста́ра-Ту́ра (словац. Stará Turá, нем. Alt-Turn, венг. Ótura) — город в западной Словакии у подножья Белых Карпат. Население — около 8,9 тыс. человек.

## История
Название «Стара-Тура» происходит от множества туров, которые когда-то здесь обитали, и переводится на русский язык как «Старая Турья», «Старая Бычья». На гербе Старой Туры изображён тур. Город был впервые упомянут в 1392 году как собственность Чахтицкого замка. В 1467 король даровал Старой Туре городские права. Стара Тура славна тем, что здесь была основана первая «бриндзьярень» на производство брынзы в Словакии. Город был славен своим маслом.

## Население
| Год:                | 1994   | 2004    | 2014    | 2024    |
| ------------------- | ------ | ------- | ------- | ------- |
| Количество человек: | 10 692 | 10 073  | 9172    | 8259    |
| Разница:            |        | −5,78 % | −8,94 % | −9,95 % |

## Достопримечательности
- Костёл
- Лютеранская кирха
- Гуситская башня

## Города-побратимы
- Куновице (Чехия).